# Marzęcice (województwo łódzkie)
Marzęcice – wieś w Polsce położona w województwie łódzkim, w powiecie pajęczańskim, w gminie Strzelce Wielkie.
| SIMC    | Nazwa  | Rodzaj    |
| ------- | ------ | --------- |
| 0145885 | Anusin | część wsi |

W latach 1975–1998 miejscowość administracyjnie należała do województwa częstochowskiego. W miejscowości istnieje utworzona w 1920 roku Ochotnicza Straż Pożarna. Inną organizacją społeczną jest także założone w latach 20. XX wieku Koło Gospodyń Wiejskich. W czasie II wojny światowej miejscowość ta była przystankiem żołnierzy AK przekazujących meldunki z Radomska do Pajęczna.
Do roku 1937 wieś należała do parafii Makowiska. W 1937 roku przyłączona do nowo utworzonej parafii w Strzelcach Wielkich. 
W centrum miejscowości, obok strażnicy znajdują się pozostałości kompleksu dworskiego, którego ostatnimi właścicielami była rodzina Grolmanów. Przez Marzęcice przebiega linia kolejowa Częstochowa – Chorzew Siemkowice. Miejscowość jest otoczona malowniczymi lasami m.in. Rezerwatem przyrody Murowaniec.

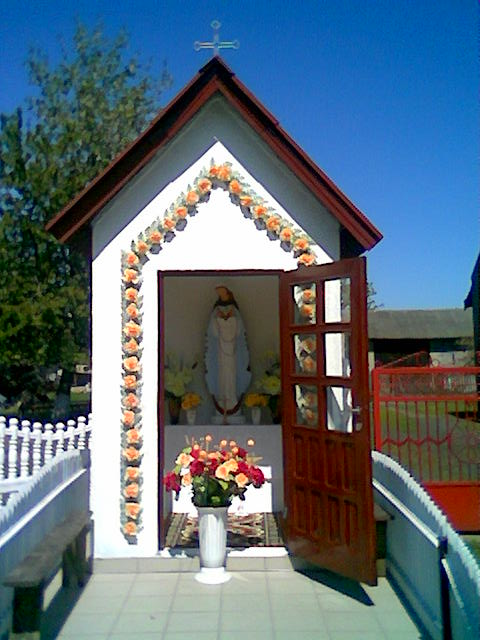
Kapliczka NMP
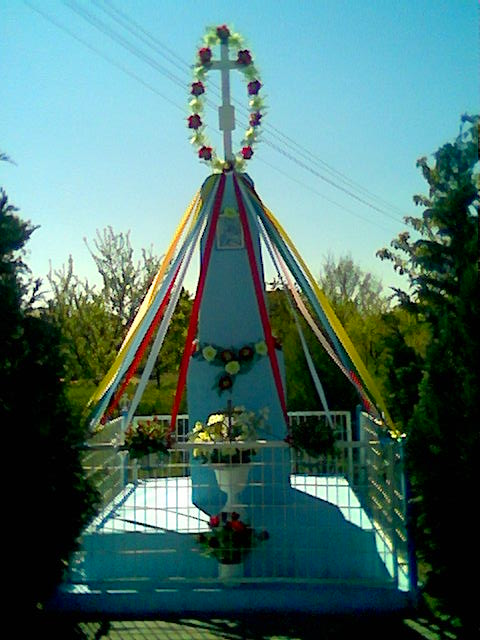
Krzyż
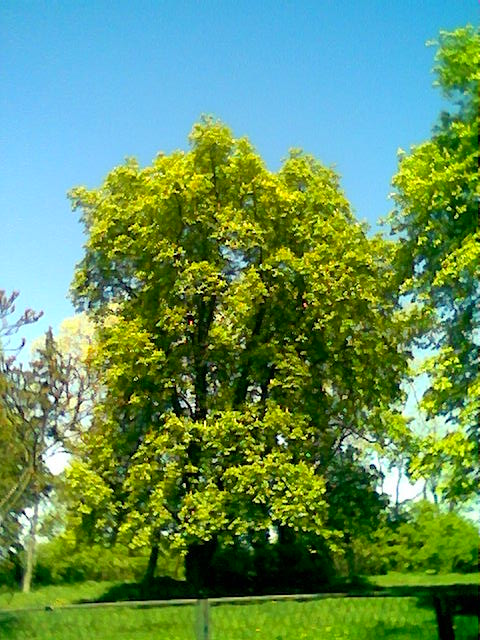
Kasztanowiec z parku dworskiego
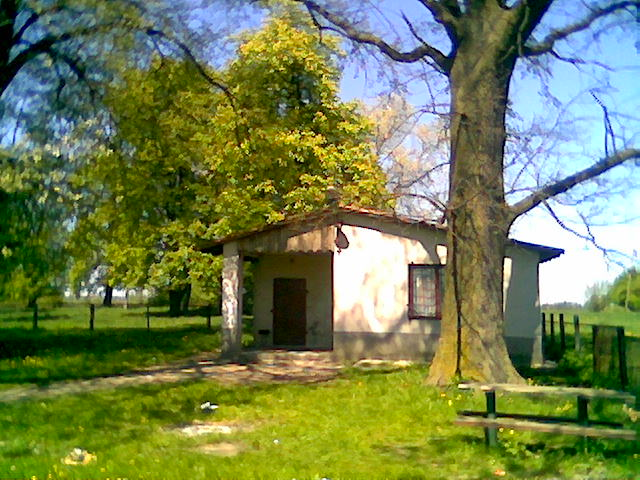
Świetlica młodzieżowa